# Ugrinić
Ugrinić nebo též Ugrinići je vesnice a přímořské letovisko v Chorvatsku v Zadarské župě, nacházející se na ostrově Pašman, spadající pod opčinu Tkon. Nachází se u zátoky Kusia. V roce 2021 zde žilo celkem 86 obyvatel. Vesnice získala samostatnost až v roce 2021, předtím byla součástí vesnice Tkon.
Sousedními vesnicemi jsou Kraj a Tkon. Prochází tudy státní silnice D110 a župní silnice Ž6248. Nad Ugrinićem se nachází klášter Tkon. Naproti jsou ostrůvky Ćavatul, Dužac Mali, Dužac Veli a na pevnině město Biograd na Moru.